# Mały Raczek
Mały Raczek – jezioro w woj. wielkopolskim, w powiecie czarnkowsko-trzcianeckim, w gminie Krzyż Wielkopolski, leżące na terenie Pojezierza Wałeckiego.

## Opis
Jezioro połączone jest ciekiem – Racza z leżącym na południe jeziorem Radzyń Średni.

## Dane morfometryczne
Powierzchnia zwierciadła wody według różnych źródeł wynosi od 6,2 ha przez 6,82 ha (lustra wody) do 13,06 ha (ogólna).
Zwierciadło wody położone jest na wysokości 49,4 m n.p.m. lub 47,4 m n.p.m.

## Hydronimia
Według danych z państwowego rejestru nazw geograficznych urzędowa nazwa tego jeziora to Mały Raczek. Według spisu opracowanego przez Komisję Nazw Miejscowości i Obiektów Fizjograficznych (KNMiOF) nazwa tego jeziora to Mały Radzyń. W różnych publikacjach i na mapach topograficznych jezioro to występuje pod nazwą Żelichowo Leśne, Jezioro Męskiego lub z podaniem nazwy pobocznej Mały Radzyń.
Dane z państwowego rejestru nazw geograficznych podają oboczne nazwy tego jeziora: Jezioro Męskiego i Mały Radzyń.